# Estación Orbital Lunar

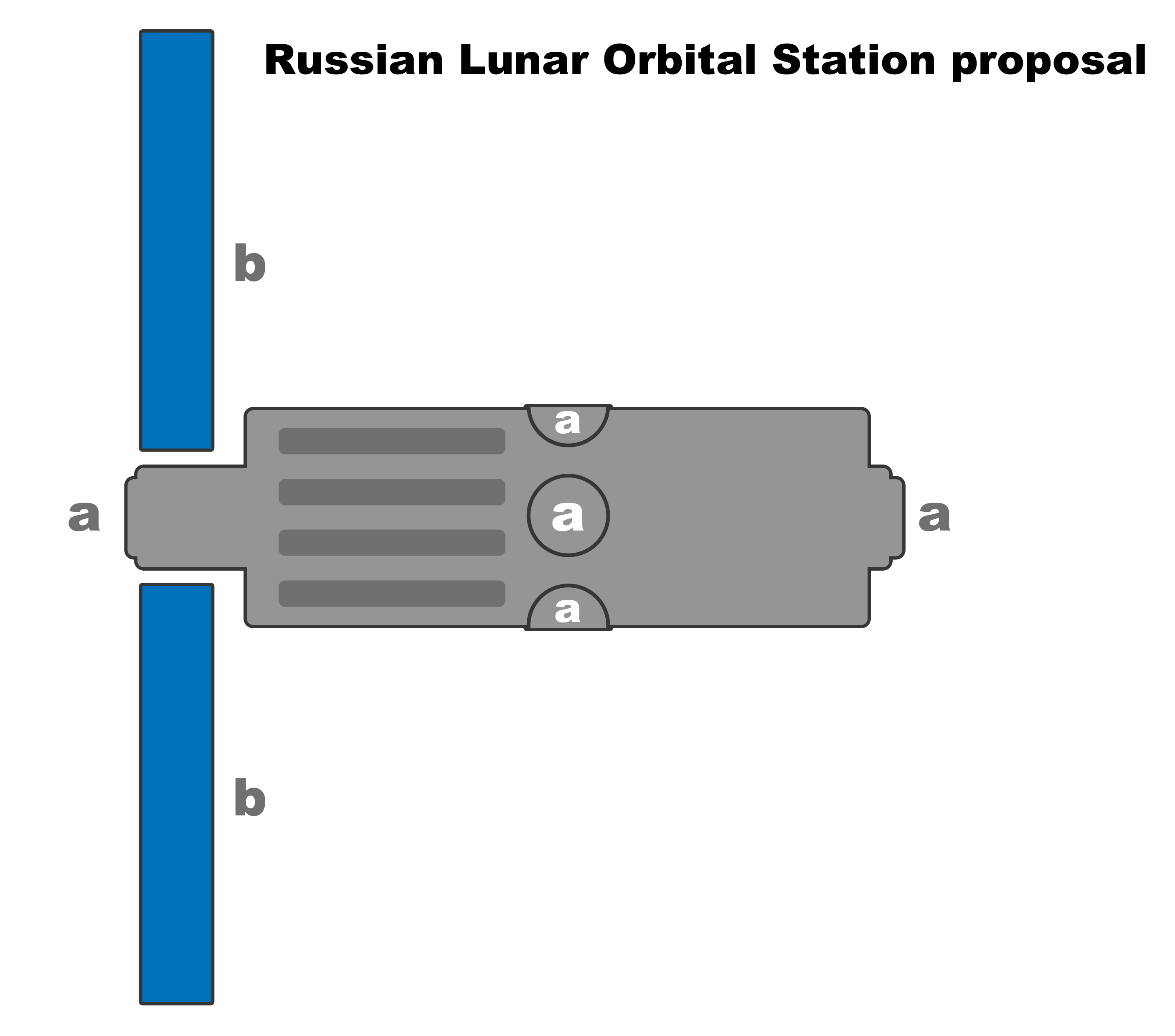
Propuesta de estación orbital lunar rusa

La Estación Orbital Lunar (en ruso: Лунная Орбитальная Станция) es una propuesta de una estación espacial rusa en órbita alrededor de la Luna. El diseño fue revelado en 2007 en una conferencia en el Centro de Entrenamiento de Cosmonautas Gagarin en Ciudad de las Estrellas, Rusia. Es una de las dos partes de la planeada infraestructura lunar rusa, la cual posee una segunda parte que será una base en la superficie lunar. LOS tendrá seis puertos de atraque, una antena de alta potencia para comunicaciones, motores de maniobra y control de actitud, paneles solares y un brazo robótico, similar al desarrollado por la Agencia Espacial Europea para el segmento ruso de la Estación espacial Internacional. La estación sería lanzada encima de una versión más pesada del Cohete Angará. Se espera que sea construido después de 2030.